# عباس كامل (مخرج)
عباس كامل (2 يناير 1911 - 25 ديسمبر 1985) هو كاتب سيناريو ومخرج وممثل مصري.

## أفلامه
- 1944: نادوجا (قصة وسيناريو وحوار)
- 1944: طاقية الإخفاء (قصة)
- 1945: أميرة الأحلام (سيناريو وحوار)
- 1945: البني آدم (الفكرة)
- 1946: عودة طاقية الإخفاء (قصة وسيناريو وحوار)
- 1946: صاحب بالين (قصة وسيناريو وحوار وإخراج)
- 1946: أم السعد (حوار)
- 1947: كانت ملاكا (قصة وسيناريو وحوار وإخراج)
- 1947: عروسة البحر (قصة وسيناريو وحوار وإخراج)
- 1947: بنت المعلم (قصة وسيناريو وحوار وإخراج)
- 1949: منديل الحلو (تأليف وسيناريو وحوار وإخراج)
- 1949: حدوة الحصان (قصة وسيناريو وحوار وإخراج)
- 1949: بنت العمدة (قصة وسيناريو وحوار وإخراج)
- 1950: عيني بترف (قصة وسيناريو وحوار وإخراج)
- 1950: أسمر وجميل (قصة وسيناريو وحوار وإخراج)
- 1951: فيروز هانم (تأليف وسيناريو وحوار وإخراج)
- 1951: شباك حبيبي (قصة وسيناريو وإخراج)
- 1951: خد الجميل (تأليف وإخراج)
- 1951: خبر أبيض (قصة وسيناريو وإخراج)
- 1952: حضرة المحترم (قصة وسيناريو وحوار وإخراج)
- 1953: مجلس الإدارة (قصة وسيناريو وحوار وإخراج)
- 1953: لسانك حصانك (سيناريو وإخراج)
- 1953: المقدر والمكتوب (قصة وسيناريو وحوار وإخراج)
- 1954: عروسة المولد (قصة وسيناريو وحوار وإخراج)
- 1954: دستة مناديل (قصة وسيناريو وحوار وإخراج)
- 1955: في صحتك (قصة وسيناريو وحوار وإخراج)
- 1955: تار بايت (قصة وسيناريو وحوار وإخراج)
- 1956: حب وإنسانية (سيناريو وحوار)
- 1956: البحث عن جريمة (سيناريو وحوار وإخراج)
- 1957: طاهرة (قصة وسيناريو وحوار)
- 1957: أنا وأمي (سيناريو وحوار وإخراج)
- 1957: الكمساريات الفاتنات (قصة وسيناريو وحوار)
- 1957: ابن حميدو (قصة وسيناريو وحوار)
- 1958: ساحر النساء (قصة وسيناريو وحوار)
- 1958: رحمة من السماء (سيناريو وحوار وإخراج)
- 1958: امسك حرامي (حوار)
- 1958: إسماعيل يس في مستشفى المجانين (قصة وسيناريو وحوار)
- 1959: عريس مراتي (سيناريو وحوار وإخراج)
- 1960: غرام في السيرك (حوار)
- 1961: هاء 3 (قصة وسيناريو وحوار وإخراج)
- 1961: الترجمان (قصة وسيناريو وحوار)
- 1962: شهيدة الحب الإلهي (سيناريو وحوار وإخراج)
- 1965: خدني معاك (قصة وإخراج)
- 1965: العقل والمال (قصة وسيناريو وحوار وإخراج)
- 1968: حلوة وشقية (قصة)
- 1968: أنا الدكتور (سيناريو وحوار وإخراج)
- 1971: مذكرات الآنسة منال (قصة وسيناريو وحوار وإخراج)
- 1977: كان وكان وكان (قصة وسيناريو وحوار وإخراج)

## روابط خارجية
- عباس كامل على موقع IMDb (الإنجليزية)
- عباس كامل على موقع الدهليز
- عباس كامل على موقع قاعدة بيانات الأفلام العربية
- عباس كامل على موقع قاعدة بيانات الفيلم (الإنجليزية)